# Lambert Jaminé
Lambert Jaminé (Maastricht, 17 september 1800 — Hasselt, 1 augustus 1871) was een Belgisch architect.
Afkomstig uit een meubelmakersfamilie uit Maastricht, was hij de broer van de Belgische politicus Joseph Laurent Jaminé, die ook het provinciebestuur van de na de onafhankelijkheidsverklaring (1830) nieuw te vormen Belgische provincie Limburg voorzat.
Met steun van zijn broer werd Jaminé in 1838 aangewezen als provinciaal architect van Limburg, en van 1835-1855 ontwierp hij tal van overheidsgebouwen en kerken in een neoclassicistische stijl. Bij de kerkarchitectuur, die enigszins gestandaardiseerd was, sprak men, evenals in Nederland, wel van Waterstaatskerken.
Jaminé's zoon, Herman Jaminé, en zijn kleinzoon, Léon Jaminé, waren eveneens actief als provinciaal architect.

## Werken
Een aantal van de werken zijn:
- Sint-Lambertuskerk te Beverlo
- Sint-Alfonskerk te Bommershoven
- Sint-Harlindis en Relindiskerk te Ellikom
- Sint-Jacobuskerk te Eversel
- Sint-Corneliuskerk te Heerlerheide (afgebroken)
- Sint-Lambertuskerk te Kerkrade
- Sint-Catharinakerk te Mopertingen
- Sint-Lambertuskerk te Opheers
- Sint-Martinuskerk te Tessenderlo (zijbeuken)

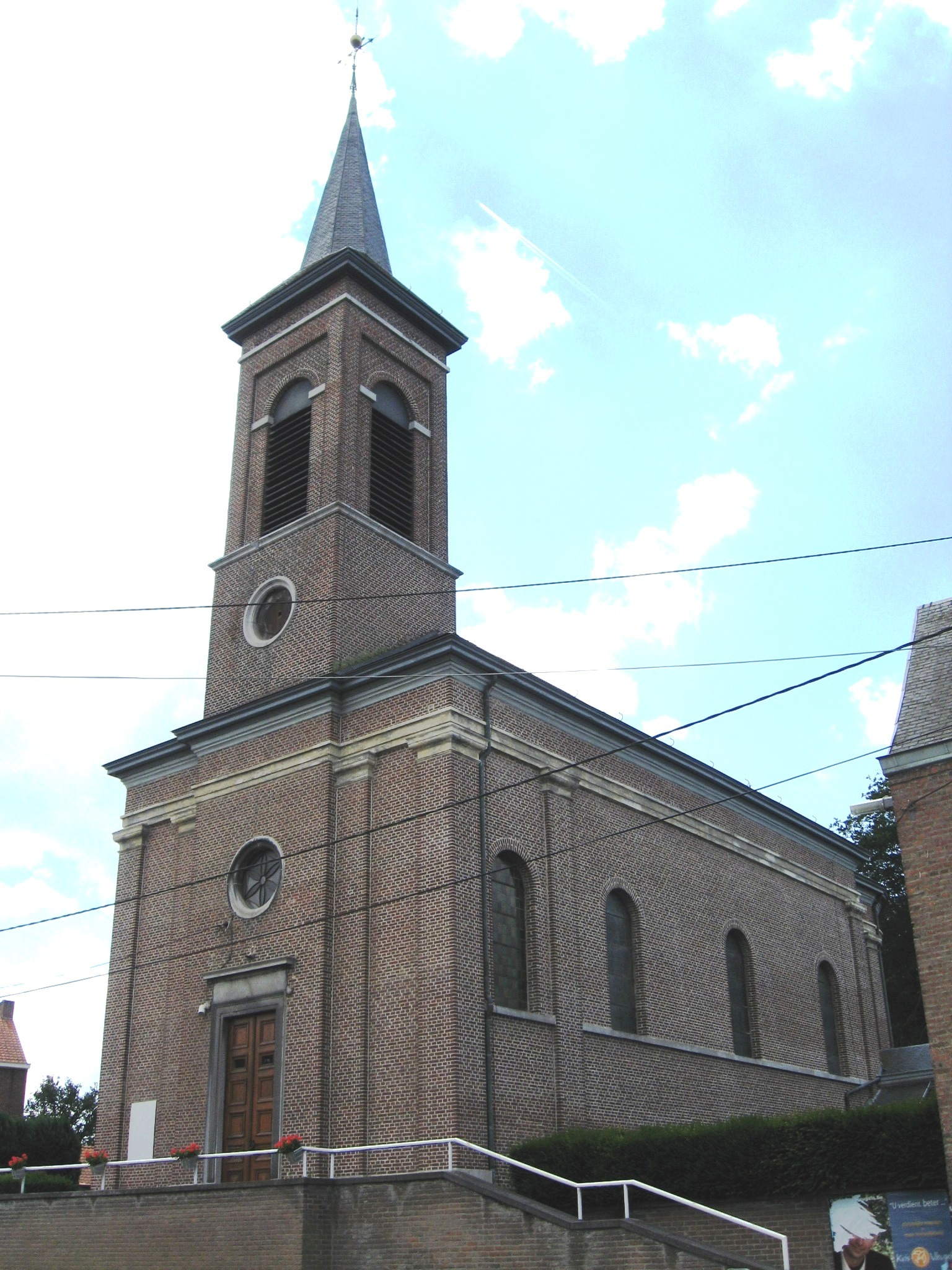
Sint-Alfonskerk (Bommershoven)
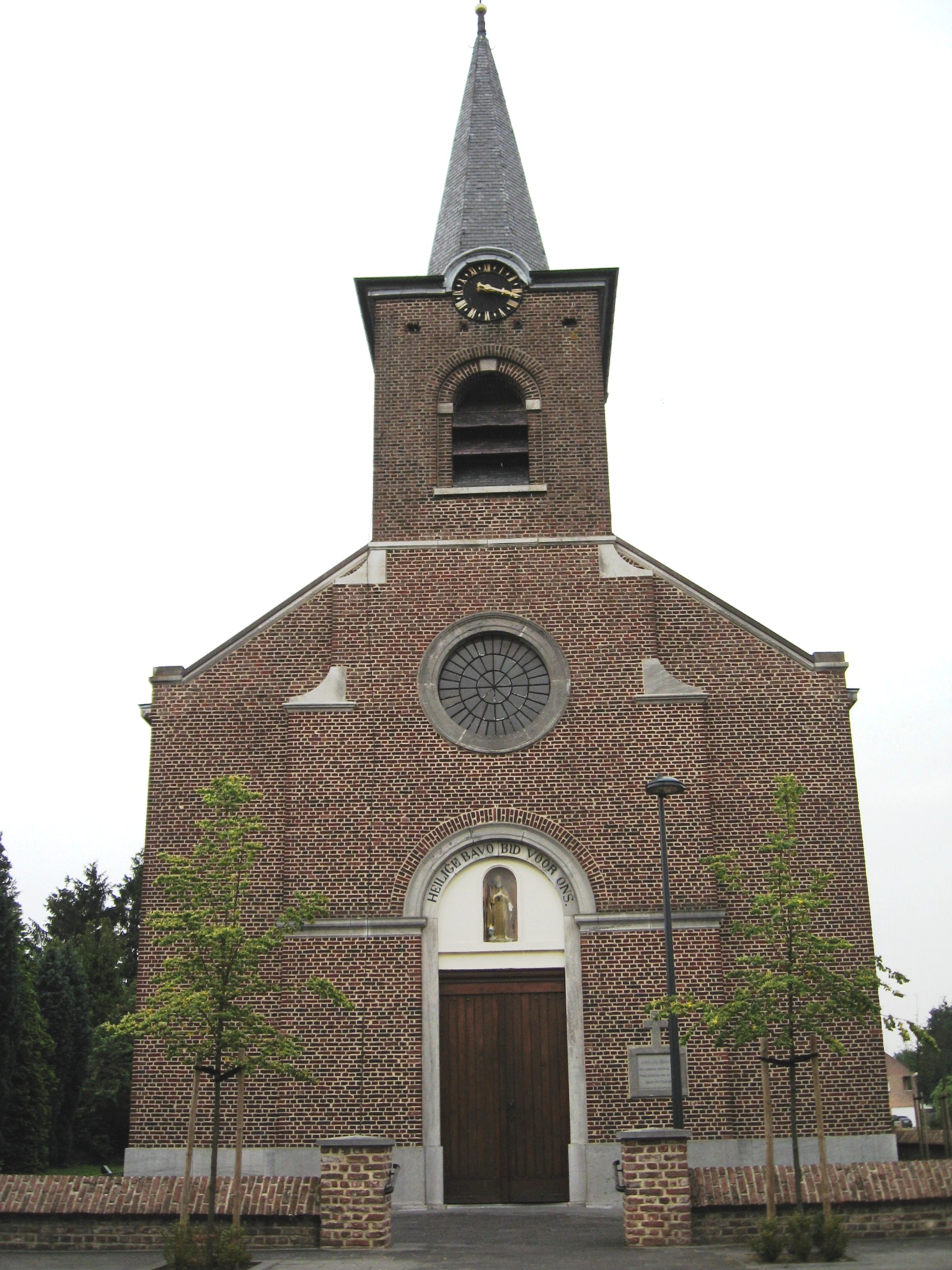
Sint-Jacobuskerk (Eversel)
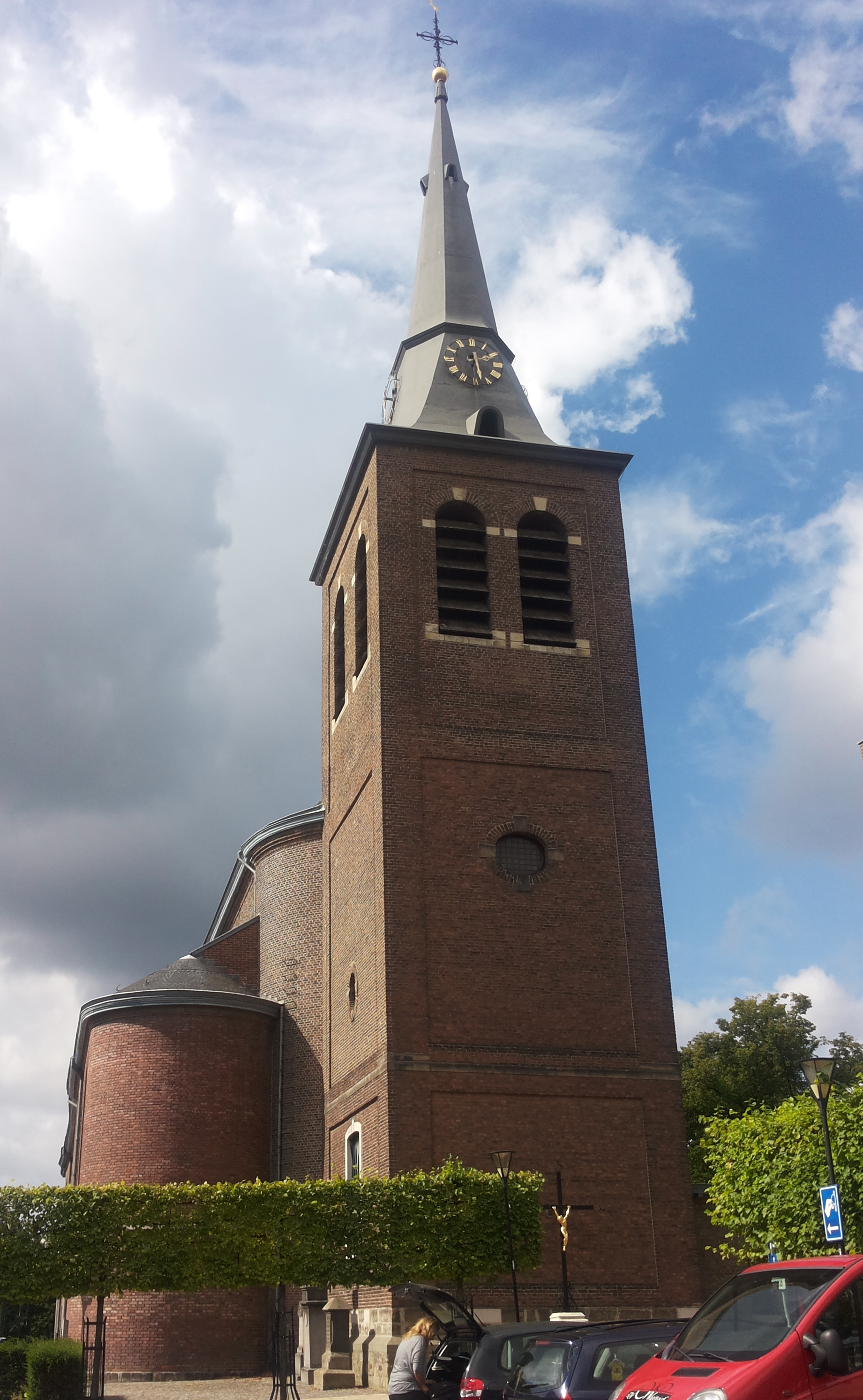
Sint-Lambertuskerk (Kerkrade)
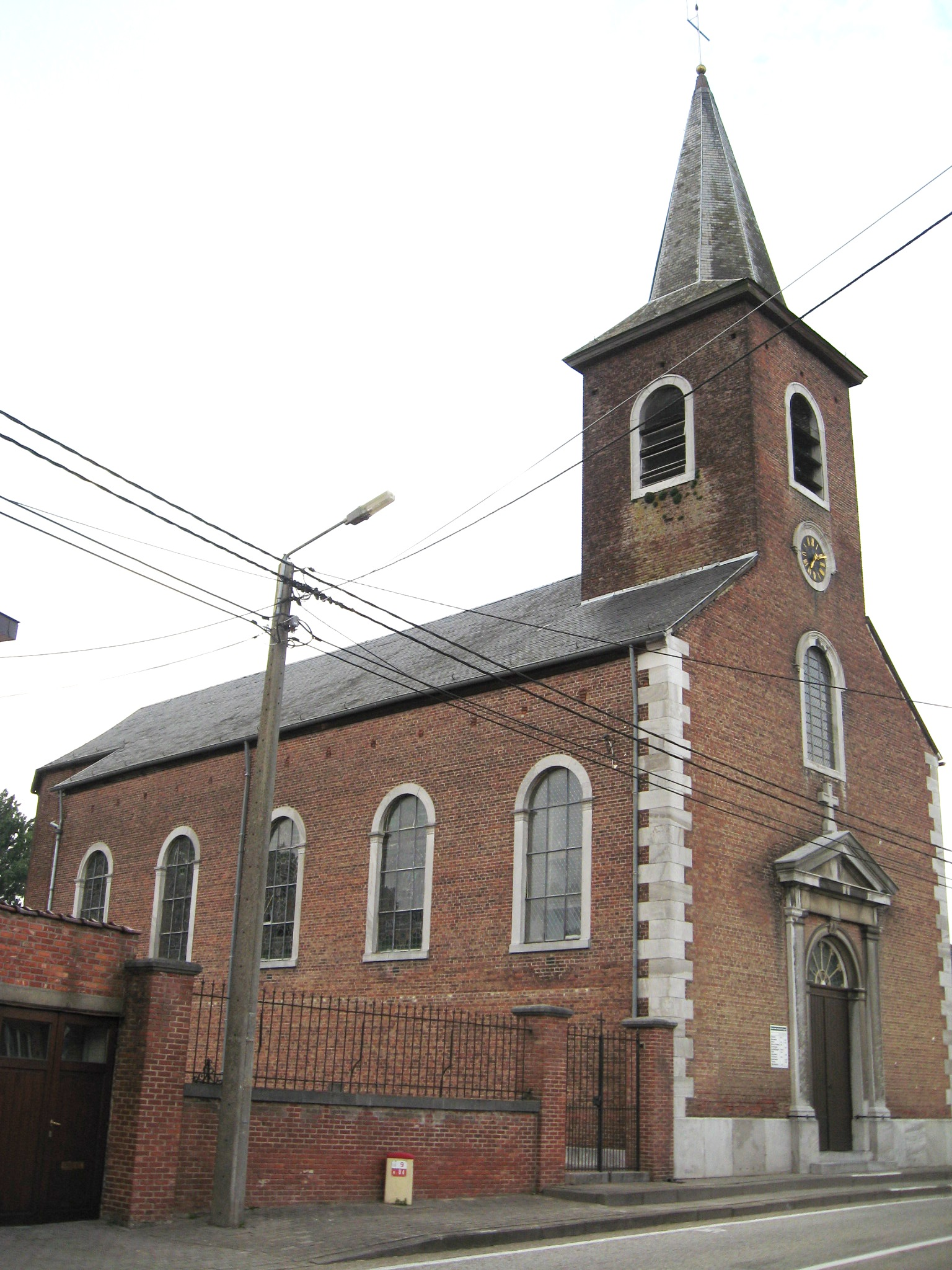
Sint-Lambertuskerk (Opheers)